# Dudley North, 3. Baron North

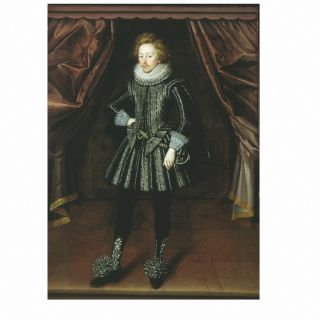
Unbekannter Künstler: Dudley North, 3. Baron North, um 1615, Victoria and Albert Museum

Dudley North, 3. Baron North (getauft 18. September 1582; † 16. Januar 1665) war ein englischer Peer und Politiker.

## Herkunft und familiäres Umfeld
Dudley North entstammte einer ursprünglich bürgerlichen Familie der Londoner Kaufmannschaft, die unter den Tudors Karriere machte und 1554 als Barone North geadelt zu erblichen Mitgliedern des House of Lords aufrückten. Er selbst wurde am 18. September 1582 in London in St. Gregory’s getauft, sein Geburtsdatum ist nicht überliefert. Er war der Sohn des 1597 verstorbenen Sir John North, des ältesten Sohnes des Roger North, 2. Baron North und der Dorothy Dale.

## Leben und politische Laufbahn
Dudley North studierte zwar um 1597 an der Universität Cambridge, erreichte aber keinen akademischen Grad. Zunächst diente er 1601 und 1602 in den Niederlanden bei den dortigen englischen Streitkräften im Englisch-Spanischen Krieg. Er nahm dabei an der Belagerung von Berck teil. Beim Tod seines Großvaters erbte er 1600 dessen Adelstitel als 3. Baron North. Mit dem Titel war ein Sitz im House of Lords verbunden, aber erst 1616 wurde North einberufen, um am Hochverratsprozess gegen den Earl und die Countess of Somerset teilzunehmen, erschienen ist er aber wahrscheinlich nicht, jedenfalls ist seine Anwesenheit nicht protokolliert worden. Erst im Februar 1620 ist erstmals seine Teilnahme an einer Sitzung des House of Lords belegt. 1639 erschien er vor König Karl I. in York, der politisch in Schwierigkeiten war, weil er bis dahin, ohne das Parlament einzuberufen, regiert hatte. Da der König Geld benötigte und Steuern nur durch parlamentarische Zustimmung erhoben werden konnten, gehörte der 3. Baron North zu den 18 Lords, die am 28. August 1640 eine Petition an den König richteten und ihn darin aufforderten, ein Parlament einzuberufen. In dieser Sache nahm er dann am 25. September 1640 am Großen Konzil in York teil.
Während des Langen Parlaments (Long Parliament) war er von 1641 bis 1642 Lord Lieutenant von Cambridgeshire. Nach Ausbruch des Bürgerkrieges gehörte er 1644 auf Seiten des Parlaments einem Komitee an, das mit dem König über einen Ausgleich verhandeln sollte. 1645 war er Mitglied der Kommission, die im Auftrag des Parlaments die Affären der Admiralität und der Cinque Ports untersuchte. Als sich das House of Commons entschloss, Anklage gegen Karl I. zu erheben, gehörte er zu den Peers, die die Anordnung des Unterhauses, dem König den Prozess zu machen, zurückwies.
Dudley North starb am 16. Januar 1665 und wurde in Kirtling begraben. Aus seiner im November 1600 geschlossenen Ehe mit Frances Brocket, Tochter des Sir John Brocket, Gutsherr von Brocket Hall in Hertfordshire, hinterließ er einen Sohn, Dudley North, der ihn als 4. Baron North beerbte, und eine Tochter, Hon. Dorothy North (um 1605–1698), die in erster Ehe Richard Lennard, 13. Baron Dacre, und in zweiter Ehe Chaloner Chute heiratete.